# Little Angels

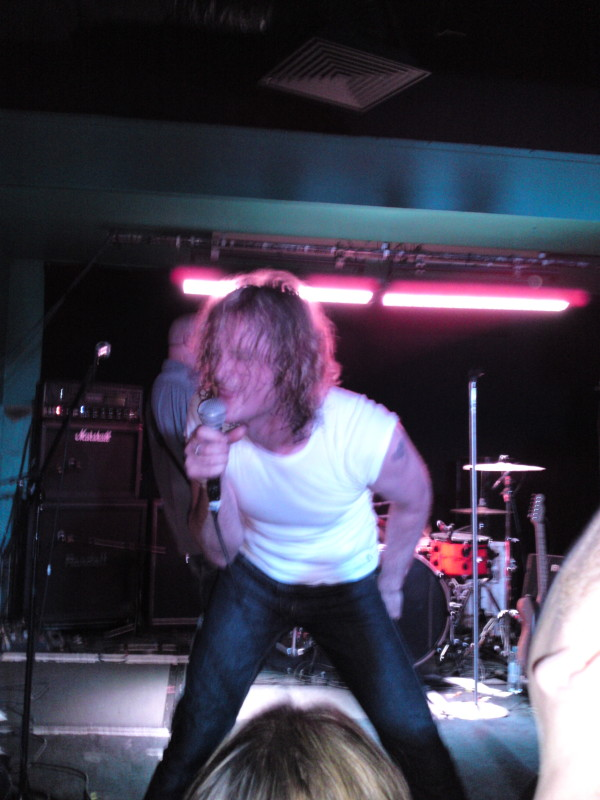
Toby Jepson(cantante de la banda Little Angels)

Little Angels es una banda de rock y Glam metal duro de finales de los años 1980 y de mediados de los años 1990. La banda fue reformada en 2012 para participar en el Download Festival.

## Historia
Little Angels es una banda que se formó en Scarborough, Inglaterra en 1984, bajo el nombre de Sr. Thrud. Los socios fundadores eran Toby Jepson (el cantante), Mark Plunkett (el bajista), Dave Hopper (el tambor) y los hermanos Bruce John Dickinson y Jimmy Dickinson (el guitarrista y keyboardist respectivamente). Michael Lee unió la banda para sustituir la Tolva alrededor de los años 1988/89, poco tiempo después la banda cambió su nombre a Little Angels y comenzó a alcanzar el éxito nacional. Fue en este momento cuando la banda encontró a Kevin Nixon, que llegó a ser su director y el jefe de etiqueta. Tarde o temprano a la banda se le empezó a quedar pequeña la escena local, en ese momento la banda firmaba por Registros de Polydor, según se dice fue un trato hecho entre bastidores en el viejo Club de Tienda grande sobre Camino de Cruz de Charing.
Lee fue despedido de Little Angels durante el viaje de Young Gods después de que se descubriera que había hecho una audición para The Cult a sus espaldas. Él continuó tocando con el grupo en la gira mundial de Ceremony world tour. Posteriormente, Lee fue sustituido por Mark Richardson, que relleno las fechas de un evento para varios componentes antes de ocupar su lugar en la banda oficialmente que se produjo durante la grabación del tercer álbum de la banda, Jam. " The Big Bad Horns " (Dave Kemp " Big" sobre el saxofón, Frank Mizen sobre el trombón y Grant Kirkhope sobre la trompeta) habían llegado a ser sinónimos con 'Ángeles' durante el paso de estos años, apareciendo con la banda la mayoría de las veces.
Little Angels tuvieron mucho éxito en UK pero tenían algunas grietas con los Estados Unidos en cierta medida, aunque no era suficiente como para superar sus expectativas. Sin embargo, ellos tenían una gran repercusión en el Reino Unido, que cuenta con Van Halen (quién se acercarían a Jepson para participar en 1996) y Bon Jovi, entre otros artistas. En un acto de generosidad Van Halen dio a la banda su parte entera gratis al final del tour que hizo la banda por el Reino Unido.

## Discografía
Álbumes
1. Too Posh to Mosh (1987)
2. Don't Prey for Me (1989)
3. Young Gods (1991) UK #17
4. Jam (1993) UK #1
5. A Little of the Past (1994) UK #20
6. Too Posh to Mosh, Too Good to Last! (1994) UK #18

Singles
1. "90 in the Shade" (1988)
2. "Big Bad EP" featuring "She's a Little Angel" (1989) UK #74
3. "Big Bad World"
4. "Do You Wanna Riot" (1989) UK #91
5. "Don't Pray For Me" (1989) UK #93
6. "Kicking up Dust" (1990) UK #46
7. "Radical Your Lover" (1990) UK #34
8. "She's a Little Angel" (1990) UK #21
9. "Boneyard" (1991) UK #33
10. "Product of the Working Class" (1991) UK #40
11. "Young Gods" (1991) UK #34
12. "I Ain't Gonna Cry" (1991) UK #26
13. "First Cut Is the Deepest"
14. "Too Much Too Young" (1992) UK #22
15. "Womankind" (1993) UK #12
16. "Soapbox" (1993) UK #33
17. "Sail Away" (1993) UK #45
18. "Ten Miles High" (1994) UK #18
19. "All Roads Lead to You" (1994